# Дор (Разинское сельское поселение)
Дор — деревня в Харовском районе Вологодской области.
Входит в состав Разинского сельского поселения, с точки зрения административно-территориального деления — в Разинский сельсовет.
Расстояние по автодороге до районного центра Харовска — 39 км, до центра муниципального образования Горы — 4 км. Ближайшие населённые пункты — Большая, Палкинская, Дедевка, Токарево, Лапиха, Костино.
По данным переписи в 2002 году постоянного населения не было.